# Яйце Ротшильда
Яйце-годинник «Ротшильда» — ювелірний виріб, виготовлений у 1902 році фірмою Карла Фаберже на замовлення французької гілки родини Родшильдів.

## Опис

### Сюрприз
Всередині яйця захований механічний півник із дорогоцінного каміння. Кожну годині він постає з яйця, розправляє крила, змахує ними чотири рази, потім тричі кланяється своєю голівкою, розкриває дзьоб і співає. Вистава триває 15 секунд, після чого дзвіночок відбиває годинні удари.